# 新式奧勒岡制
新式奧瑞岡制是一種辯論賽制。此賽制的優點是過程緊密，能夠對許多議題做出檢證。缺點是在沒有學過辯論的人眼中，對於其他賽制而言較為無趣。因此，本賽制十分適合採用政策性辯題等需要嚴謹論述的議題，但較不適合用作表演賽用途。

## 隊伍組成
新式奧勒岡制的隊伍是三個人組成，依照申論順序稱為一辯、二辯以及三辯，各進行一次申論、質詢、答辯，過程中擔任不同職責。大部分比賽中有結辯制度，賽前決定由其中哪一人擔任結辯。

## 賽程
正方一辯上台申論；反方二辯上台質詢。
反方一辯上台申論；正方三辯上台質詢。
正方二辯上台申論；反方三辯上台質詢。
反方二辯上台申論；正方一辯上台質詢。
正方三辯上台申論；反方一辯上台質詢。
反方三辯上台申論；正方二辯上台質詢。

## 雙方結辯
時間隨各比賽進行調整，多半是三分半或四分半，五分半鐘的比賽也不少見。

## 辯士職責
在奧瑞岡制不斷的使用之下，慢慢衍生出一種最為人接受的打法，詳述於下。

### 申論
一、二、三辯的申論目的各有不同。雙方一辯必須要能使論點在裁判心中成立，符合「四個一般性」原則，在有限的時間內做出最大效力的立論。由於一辯申論是最早進行的動作，所有的時間都能夠由自己掌控，而不需為場上出現變化而改變，因此，人們越來越講究一辯申論的精確度，常會要求身為一辯的人寫講稿，以求最穩定的表現。二辯申論則是以攻擊防禦為主，必須整理對方論點，並且從中做出攻擊，再為接下來的三辯申論鋪路。原則上二辯要十分具有反應力，以求在雙方第一輪申論質詢結束時能夠馬上做出有效攻擊。三辯則是整場比賽最後的申論，必須要能夠在裁判心中形成使自己能獲勝的原因，稱之為「損益比」。在許多新手比賽中，往往會看到雙方不斷攻擊對手，但整場比賽卻未見哪方的價值層面較高、制度較符合社會，造成裁判無法判決。三辯的工作就是防止這種情況，必須為整場比賽投下判準，以使裁判接受己方論點。

### 質詢
質詢工作則以首質最為特別。首質是指第一位質詢的辯次，如反二和正三。必須在進入攻擊前先框定對方論點，以防對手在之後不斷用新出現的攻擊或防禦對付己方。而之後的質詢工作，當然也就是透過問題找出對方缺陷，造成對對手論點的損害。質詢時質詢方不得做出過多推論，對於敵方論點問題必須用問句呈現。

### 答辯
答辯則和質詢相反，答辯者要維護己方論點，或者在回答對方問題時同時造成對對方損害。答辯者不能夠在場上反質詢對方辯友，否則違規。

## 需根解損
需根解損又稱四個一般性，是奧瑞岡辯論中所有政策性辯題的四個重要概念，正方一辯申論即需要將此辯題的需要性、根屬性、解決力論證完畢，稱為「初步方案成立」。
需要性
照著現在的狀況有什麼需要改變
根屬性
該政策與問題有什麼關聯
解決力
該政策執行后可以解決多少問題
損益比
解決該問題后有什麼好＆壞

## 裁判
隨著各大盃賽的舉辦方式不同，裁判的資格也有所不同。例如高中菁英盃等是邀請辯論圈的前輩學長姐，世新大學則是由修習辯論學的學生擔任，而有些大學比賽則會以已出社會的人士所擔任。

## 其他細節

### 舉證責任
由於奧瑞岡制是十分注重事實與真相的制度，辯士在場上說明一件事情時，必須適時的使用各種證據，例如研究所論文等。而在辯論場上，雙方資料尤重權威，因此經常能看到辯士們使用碩博士論文、期刊與新聞等資料或政府公報，而非網路上容易找到的網頁型資料，十分值得注意，也可以質疑對手的資料來源。另外，許多時候雙方會「推舉證責任」，屬於比賽策略的一種，雙方會把難以舉證的問題（例如人民對法律的見解、人群心理以及各種艱深學術領域的問題）推給對方，說明「這是對方必須舉證之事」，而在此問題沒有辦法被證明出來時，自然是不需舉證的一方有利。只是，在新手的辯論賽中，常常看到選手們無理的將所有問題交給對方處裡，使得整場比賽索然無味，沒有任何意義，最後也沒有辦法獲得勝利。所以選手們要注意「得利者先證」的原則，舉例來說，若正方認為「廢除死刑的世界將充滿安樂」，那麼，由於證出這項問題後是由正方得利，正方必須證明「為何會安樂」，這是相當值得注意的一點。

### 人身攻擊
辯論是相當注重理性的探討過程，任何形式的人身攻擊是不被允許的。從相當激烈的攻擊性與侮辱性字眼，到現今網路文化裡流行的「腦殘」、「智障」之類的言語都算攻擊。

### 推定
這是政策性命題的內容之一，由於奧瑞岡制常採政策性命題，且賽場上經常出現此名詞（價值性命題也經常出現），故一併介紹。所謂推定，是指我們對於現況下的認知是良善的，也就是說，如果正方（擊倒現況的一方）沒有對現況做出任何問題的闡述，那麼基於「推定現況下為良善」，也就不需要採行正方制度，因此論點將分數判給反方。所以在一場辯論賽中，正方想採行制度，就必須提出問題，擊倒現況下的推定。以辯題「我國普通刑法應廢除死刑」為例，正方可以說：「我們追求的是一個人道的社會，現況下死刑是非人道的，因此現況有弊病，需要改變。」在這樣的情況下，我們可以說「正方擊倒了推定」，比賽也能繼續下去。在比賽策略上，也有許多「搶推定」的情形。例如「我國應成立合法色情特區」的辯題中，由於公娼在過去是合法的，故有可能正方提出資料告訴裁判：「公娼在過去是合法的，禁止的原因有以下數項，而在我方提出因應措施解決這些原因後，就沒有必要禁止，因此應採行色情特區。」此時，正方提出了「過去的推定」，解決了問題，如果反方證明不出有任何弊端，則基於推定，論點分數應判給正方。事實上對於「推定」的認知，各個裁判間是有歧異的，這些歧義多半存在於大學辯論圈，因為他們對於辯論活動有更多探索，使個人或各學校間對於「推定」有不同的見解。